# زارشتيت
زاراشتت (بالألمانية: Sarstedt) هي بلدة ألمانية تقع في ألمانيا في سكسونيا السفلى. يقدر عدد سكانها بـ 18,536 نسمة .